# ماکاک جزیره پاگای
ماکاک جزیره پاگای (نام علمی: Macaca pagensis) نام یک گونه از سرده ماکاک است. این گونه از خانواده میمون‌های برقدیم محسوب می‌شود. این گونه ماکاک یک گونه به شدت در معرض خطر انقراض است. جنس نر ماکاک جزیره پاگای طولی بین ۴۰–۴۵ سانتی‌متر و جنس ماده این گونه نیز طولی بین ۳۰–۳۵ سانتی‌متر دارد. وزن این گونه برای جنس نر ۶–۹ کیلوگرم و وزن جنس ماده این گونه نیز ۴٫۵–۶ کیلوگرم است.